# Spišská Belá
Spišská Belá (em húngaro: Szepesbéla; alemão: Zipser Bela) é uma cidade da Eslováquia, situada no distrito de Kežmarok, na região de Prešov. Tem 33,94 km² de área e sua população em 2018 foi estimada em 6.680 habitantes.

## Demografia
| Ano:        | 1994 | 2004   | 2014   | 2024   |
| ----------- | ---- | ------ | ------ | ------ |
| Broj ljudi: | 5798 | 6175   | 6568   | 6660   |
| Razlika:    |      | +6,50% | +6,36% | +1,40% |

| Ano:               | 2023 | 2024   |
| ------------------ | ---- | ------ |
| Número de pessoas: | 6659 | 6660   |
| Diferença:         |      | +0,01% |